# El Harino
El Harino è un comune (corregimiento) della Repubblica di Panama situato nel distretto di La Pintada, provincia di Coclé. Si estende su una superficie di 252,1 km² e conta una popolazione di 5.455 abitanti (censimento 2010).